# Länsrätten i Vänersborg
Länsrätten i Vänersborg var en allmän förvaltningsdomstol i Sverige. Den sorterade närmast under Kammarrätten i Göteborg. Länsrätten hade sitt kansli i Vänersborg.
Länsrättens domkrets motsvarade det gamla Älvsborgs län och utgjordes av följande kommuner: Ale, Alingsås, Bengtsfors, Bollebygds, Borås, Dals-Eds, Färgelanda, Herrljunga, Lerums, Lilla Edets, Marks, Melleruds, Svenljunga, Tranemo, Trollhättans, Ulricehamns, Vårgårda, Vänersborgs och Åmåls kommuner.

## Domare
I länsrätten fanns en lagman som är administrativ chef för länsrätten, men även deltog i den dömande verksamheten.
I länsrätten dömde även rådmän, länsrättsfiskaler och länsrättsnotarier.

## Omorganisation
Den 15 februari 2010 överfördes Bollebygds, Borås, Herrljunga, Marks, Svenljunga, Tranemo, Ulricehamns och Vårgårda kommuner till Förvaltningsrätten i Jönköping medan resterande kommuner överfördes till Förvaltningsrätten i Göteborg.